# Kim Greist
Kim Greist (* 12. Mai 1958 in Stamford, Connecticut) ist eine US-amerikanische Schauspielerin.

## Leben
Die in Connecticut geborene Kimberley Greist arbeitete während ihrer späten Jugendzeit in Europa als professionelles Model. Mit 20 kehrte sie in die USA zurück und begann ihre Schauspielkarriere in der Off-Broadwaykomödie Second Prize: Two Months in Leningrad. Später war sie unter anderem beim New York Shakespeare Festival auf der Bühne zu sehen. Der Durchbruch gelang ihr 1984 mit dem Horrorfilm C.H.U.D. – Panik in Manhattan.
Bereits ein Jahr später wurde sie von Terry Gilliam für die Rolle der Jill Layton in dessen Werk Brazil an der Seite von Jonathan Pryce, Robert De Niro und Bob Hoskins engagiert. Im Anschluss war sie bis einschließlich 2001 in rund zwei Dutzend weiteren Film- und Fernsehproduktionen zu sehen, seither trat sie nicht mehr als Schauspielerin in Erscheinung.

## Filmografie
- 1984: C.H.U.D. – Panik in Manhattan (C.H.U.D.)
- 1985: Brazil
- 1985: Miami Vice (Fernsehserie, Folge 1x20)
- 1986: Manhunter – Roter Drache (Manhunter)
- 1987: Schmeiß’ die Mama aus dem Zug! (Throw Momma from the Train)
- 1988: Geschichten aus der Schattenwelt (Tales from the Darkside, Fernsehserie, Folge 4x17)
- 1988: Punchline – Der Knalleffekt (Punchline)
- 1989: Kampf gegen die Mafia (Wiseguy, Fernsehserie, 4 Folgen)
- 1990: Why me? – Warum gerade ich? (Why Me?)
- 1990: Monsters – Bis das Blut gefriert (Monsters, Fernsehserie, Folge 2x23)
- 1991: Payoff (Fernsehfilm)
- 1992: Tödliche Erinnerungen (Duplicates, Fernsehfilm)
- 1993: Zurück nach Hause – Die unglaubliche Reise (Homeward Bound: The Incredible Journey)
- 1994: Visitors – Besucher aus einer anderen Welt (Roswell, Fernsehfilm)
- 1994–1995: Chicago Hope – Endstation Hoffnung (Chicago Hope, Fernsehserie, 7 Folgen)
- 1995: Der Hausfreund (Houseguest)
- 1996: Ein tierisches Trio – Wieder unterwegs (Homeward Bound II: Lost in San Francisco)
- 1996: Letzte Ausfahrt Erde (Last Exit to Earth, Fernsehfilm)
- 1998: The Rose Sisters
- 1999: The Wonderful World of Disney (Fernsehserie, Folge 3x02 Griffelkin – Ein Teufel auf Abwegen)
- 1999: Rockin’ Good Times (Kurzfilm)
- 2000: Ein Hauch von Himmel (Touched by an Angel, Fernsehserie, Folge 6x12 Zeugenschutzprogramm)
- 2000: Diagnose: Mord (Diagnosis: Murder, Fernsehserie, Folge 7x18)
- 2000: The Hiding Place
- 2000: Shriek – Schrei, wenn du weißt, was ich letzten Freitag, den 13. getan habe (Shriek If You Know What I Did Last Friday the Thirteenth)
- 2000: Akte X – Die unheimlichen Fälle des FBI (The X-Files, Fernsehserie, Folge 8x05 Billy)
- 2001: Zoe
- 2001: Für alle Fälle Amy (Judging Amy, Fernsehserie, Folge 3x01)